# باتي ويبر
باتي ويبر (بالفرنسية: Batty Weber) هو صحفي وكاتب لوكسمبورغي، ولد في 25 نوفمبر 1860 في Rumelange ‏ في لوكسمبورغ، وتوفي في 15 ديسمبر 1940 في لوكسمبورغ في لوكسمبورغ.